# Torenflatverhalen
Torenflatverhalen is een hoorspel naar twee verhalen uit de bundel Hochhausgeschichten (1971) van Angelika Mechtel. Op 18 november 1971 werd Hochhausgeschichte I door de Saarländischer Rundfunk uitgezonden. De NCRV zond beide verhalen uit op maandag 1 december 1975. De vertaling was van Nina Bergsma. De regisseur was Ab van Eyk. Het hoorspel duurde 24 minuten.

## Rolbezetting
Torenflatverhaal I
- Petra Dumas (Irene K.)
- Frans Somers (Henk K.)
- Eva Janssen, Paula Majoor, Hellen Huisman & Bep Westerduin (buurvrouwen)

Torenflatverhaal II
- Corry van der Linden (zij)
- Paul van der Lek (commissaris)
- Frans Somers (hij)

## Inhoud
Het betreft hier de brutaliteiten en niet afgereageerde vormen van agressie die zich in anonieme en steriele woonsilo’s - in zogenaamde torenhuizen zonder woon- en leefkarakter - ophopen en alleen nog geperverteerd tot ontlading komen De schrijfster koos hiervoor de vorm van de groteske, maar die stileert de realistische toestanden niet…